# Jüdischer Friedhof (Arholzen)

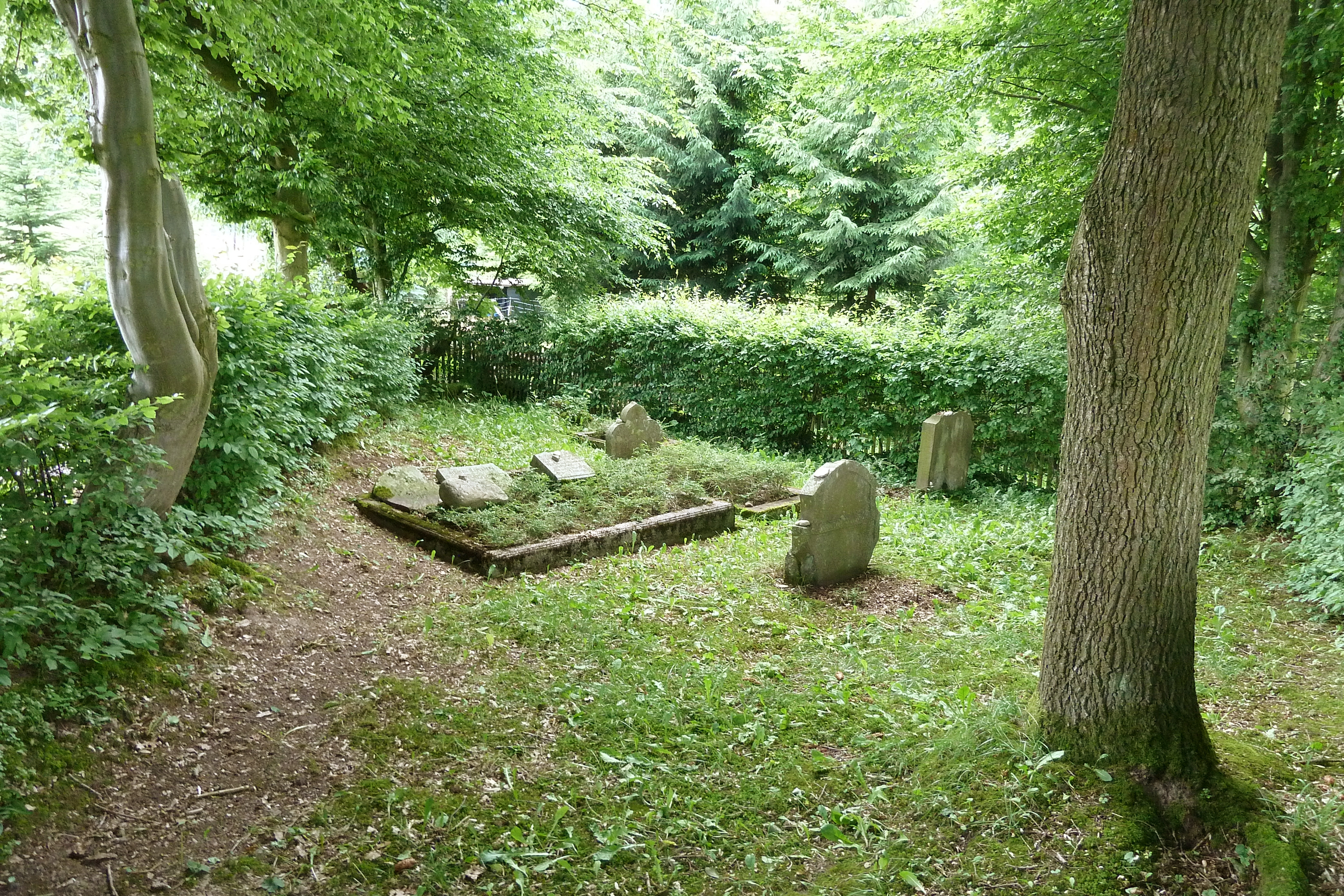
Jüdischer Friedhof bei Arholzen

Der Jüdische Friedhof Arholzen ist ein jüdischer Friedhof in der Gemeinde Arholzen (Samtgemeinde Eschershausen-Stadtoldendorf) im niedersächsischen Landkreis Holzminden. Er ist ein geschütztes Kulturdenkmal.
Auf dem sehr kleinen Friedhof, der im Paulskampe liegt und von 1852 bis 1927 belegt wurde, befinden sich „7 bis 10“ Grabsteine, nach anderen Angaben fünf Grabstellen mit einem Doppelgrab. Wegen der starken Zerstörung ist die Zuordnung der Bruchstücke einzelner Grabsteine schwierig. Alle Gräber des Friedhofs dienen Mitgliedern der Familie Rothenberg als letzte Ruhestätte. Sie gehörten der Synagogengemeinde Stadtoldendorf an.